# カロヴェート
カロヴェート（イタリア語: Caloveto）は、イタリア共和国カラブリア州コゼンツァ県にある、人口約1,200人の基礎自治体（コムーネ）。

## 地理

### 位置・広がり

#### 隣接コムーネ
隣接するコムーネは以下の通り。
- カロペッツァーティ
- クロパラーティ
- ロンゴブッコ
- ピエトラパオラ

## 行政

### 分離集落
カロヴェートには、以下の分離集落（フラツィオーネ）がある。
- Liboia, Dema, Trionto